# Gazakriget 2012
Gazakriget 2012 (hebreiska: עַמּוּד עָנָן, ʿAmúd ʿAnán, bokstavligen: "Pelare av rök") var en operation utförd av Israels försvarsmakt i Gazaremsan från 14 till 21 november 2012. Operationen startade med att Ahmed Jabari dödades, en ledare inom Gazas militära sektion av Hamas. Det uttalade målet med operationen var att stoppa de raketattacker som haft sin utgångspunkt i Gazaremsan och att störa ut de militära organisationernas förmågor.  Israels regering sade att operationen påbörjades som ett svar på de raketer som skjutits mot israeliska soldater av militanta faktioner över gränsen. Militanta faktioner i Gaza anser att Blockaden av Gaza och ockupationen av Västbanken och Östra Jerusalem rättfärdigar raketattackerna mot Israel.